# Lorenz Horr
Lorenz Horr (27. září 1942 Oggersheim – 19. srpna 2023 Enkenbach-Alsenborn) byl německý fotbalista, útočník.

## Fotbalová kariéra
Začínal v týmu SV Alsenborn. V roce 1969 přestoupil za tehdy v německém fotbale rekodních 336 tis. marek do Herthy BSC, za kterou v německé bundeslize nastoupil ve 240 utkáních a dal 75 gólů. Ve Veletržních poháru nastoupil v 9 utkáních a dal 4 góly a v Poháru UEFA nastoupil v 8 utkáních a dal 6 gólů. Kariéru končil ve nižších soutěžích v týmech Wormatia Worms a SV Waldhof Mannheim.

## Ligová bilance
| Ročník                                    | Zápasy | Góly | Klub                |
| ----------------------------------------- | ------ | ---- | ------------------- |
| Německá fotbalová Bundesliga 1969/1970    | 22     | 13   | Hertha BSC          |
| Německá fotbalová Bundesliga 1970/1971    | 30     | 19   | Hertha BSC          |
| Německá fotbalová Bundesliga 1971/1972    | 31     | 20   | Hertha BSC          |
| Německá fotbalová Bundesliga 1972/1973    | 34     | 12   | Hertha BSC          |
| Německá fotbalová Bundesliga 1973/1974    | 32     | 7    | Hertha BSC          |
| Německá fotbalová Bundesliga 1974/1975    | 34     | 3    | Hertha BSC          |
| Německá fotbalová Bundesliga 1975/1976    | 27     | 3    | Hertha BSC          |
| Německá fotbalová Bundesliga 1976/1977    | 26     | 6    | Hertha BSC          |
| 2. německá fotbalová Bundesliga 1977/1978 | 37     | 5    | Wormatia Worms      |
| 2. německá fotbalová Bundesliga 1978/1979 | 10     | 3    | SV Waldhof Mannheim |
| CELKEM Německá fotbalová Bundesliga       | 240    | 75   |                     |